# Suomen huippumalli haussa
Suomen huippumalli haussa è un reality show finlandese, basato sul format americano America's Next Top Model, che va in onda dal 2008 sul canale Nelonen.
La quinta edizione ha visto la partecipazione, tra le semifinaliste, di una concorrente alta 191 cm, attualmente la concorrente più alta nell'intera storia di questo franchising.
La sesta edizione, in onda a fine 2016, vedrà la partecipazione anche di concorrenti uomini e una giuria del tutto rinnovata.

## Edizioni
| Edizione | Première          | Vincitrice           | Seconda classificata                | Altre concorrenti | Numero di concorrenti | Destinazione internazionale |
| -------- | ----------------- | -------------------- | ----------------------------------- | --- | --------------------- | --------------------------- |
| 1        | 6 aprile 2008     | Ani Alitalo          | Darina Shved                        | Manon Mariaud, Daniela, Tatjana, Marje, Ana Bekteshi, Mari Kohonen, Anu Jussila, Maria Rytkönen                                                                                      | 10                    | Stoccolma Turchia           |
| 2        | 13 aprile, 2009   | Nanna Grundfeldt     | Anna-Kaisa Tyrväinen & Riina Roms   | Essi Hellstén, Inka Tuominen, Ida Piipari, Anastassia Grishina, Blanche Malaka, Laura Merkel, Suvi Jokipii, Janina Stjernvall                                                        | 11                    | Parigi Gran Canaria         |
| 3        | 12 aprile 2010    | Jenna Kuokkanen      | Saara Sihvonen & Tiia Hakala        | Anette Häikiö, Stephanie Cook, Krista Naumanen, Nina Puotiniemi, Nelli Sorvo, Anna Nevala, Ira Kaitazis, Mari Torni                                                                  | 11                    | Milano Egitto               |
| 4        | 12 settembre 2011 | Anna-Sofia Ali-Sisto | Helen Preis                         | Hilda Nissinen, Roosa Puonti, Sahra Ali Mohmaud, Janni Puuppo, Veronica Kontio, Mari Viitanen, Nelli Junttila, Elsi Pulkkinen, Eevi Nieminen, Minna Puro                             | 12                    | Londra Lisbona              |
| 5        | 3 settembre 2012  | Meri Ikonen          | Matleena Helander & Polina Hiekkala | Nelli-Kaneli Wasenius (ritirata), Nevena Ek, Malla Hyytiäinen, Katja Soisalo, Vilma Karjalainen, Sanna Takalampi, Viivi Luopa, Annika Åkerfeldt                                      | 11                    | Reykjavík Kenya             |
| 6        | 15 marzu 3 2017   | Jerry Koivisto       | Sofia Öster                         | Emilia Hölttä, Ville Mäkäräinen, Emilia Ylenius & Jesse Halt, Anniina Sankoh, Henrik Lyly, Robert Tollet & Roosa Marttila, Juuso Salpakari & Vilja Tuohisto-Kokko                    | 12                    | Tallinn                     |
| 7        | 15 settembre 2022 | Jarrah Kollei        | Leevi Suomela & Sirkka Konttila     | Ayse Ozkan, Hanna Jaskara Marquez, Eeva Takamäki & Jere Syrjäniemi, Linda Kemppainen, Marié Kärkkäinen & Minttu Korvela, Venla Stirkkinen, Abas Ishetu, Eino Svartberg & Rosa Majava | 14                    | Berlino                     |